# Running Mates
«Running Mates» (рус. «Баллотирующиеся супруги») — десятая серия второго сезона мультсериала «Гриффины». Премьерный показ состоялся 11 апреля 2000 года на канале FOX. В России премьерный показ состоялся 25 июня 2002 года на канале Рен-ТВ.

## Сюжет
Лоис звонят из школы — Крис подглядывал за девочками в раздевалке.
Лоис и мистер Фэргас (бывший учитель Питера) участвуют в предвыборной гонке за звание Главы Школьного Образования (Head of the School Board of Education).
Лоис обнаруживает, что школьные учебники полны расизма (в частности, они трактуют «Борьбу за Гражданские Права» (англ. The Civil Rights Movement) как «проблемы в дальнейшем» («Trouble Ahead»)).
Питер, обозлённый тем, что Лоис не вернёт мистеру Фэргасу его бывшую должность, сам решает баллотироваться на должность Главы, чтобы восстановить на работе своего бывшего учителя.
Между Питером и Лоис завязывается предвыборная гонка и во время дебатов жена побеждает мужа. Отчаявшийся в победе Питер показывает по телевидению эротическую фотографию Лоис в нижнем белье (которую она подарила ему на годовщину свадьбы) в надежде дискредитировать её как кандидата на должность.
Лоис шокирована тем, что Питер действительно выигрывает должность Главы Школьного Образования, но не воспринимает свою новую работу всерьёз. Чтобы успокоить жену, Питер показывает ей сделанные им «улучшения», но все они — нелепы и смешны.
Во время телевизионного интервью выясняется, что дети в школе Питера читают порнографические журналы. Это приводит к грандиозному скандалу, но Питер пытается свалить всё на Лоис. Во время пресс-конференции ему везде мерещится его жена. В итоге он извиняется перед ней, и они вдвоём улетают на вертолёте.

## Создание
Авторы сценария: Нейл Голдман и Гарретт Донован.
Режиссёр: Джон Холмквист.
Приглашённые знаменитости: Патрик Бристоу, Ли Мэйджорс (камео) и Дуайт Шульц (в роли мистера Фэргаса).